# Prozornost
Prozornost je optična lastnost snovi, ki označuje kako prosojna je snov. Spreminja se glede na valovno dolžino svetlobe. Od te je odvisno kako močno se svetloba prepušča oz. vpija (absorbira).